# 国家行政学院出版社
国家行政学院出版社是一家位于中国北京市的出版社，由国家行政学院主办、主管，成立于1996年8月。
根据新闻出版署1996年8月8日发布的《关于同意成立国家行政学院出版社的批复》（新出图［1996］578号），国家行政学院出版社的出书范围为中高级公务员教材教参，行政管理、公务员制度领域的理论著作。